# Sant Pere de Martorell
Sant Pere de Martorell és una església barroca de Maçanet de la Selva (Selva) inclosa a l'Inventari del Patrimoni Arquitectònic de Catalunya.

## Descripció
Edifici de planta rectangular amb coberta de dues aigües a nivells diferents i separats (capçalera, volta central i zona de la cúpula interior). Té una façana barroca amb jocs de còncaus i convexos, amb una fornícula buida, un ull de bou i una porta senzilla de llinda horitzontal.
El campanar és de planta quadrada i coronament octogonal. Està decorat en tres pisos. El primer fa de base, el segon conté les obertures de les campanes i decoracions de pilastres i capitells corintis, un fris amb medallons florals i el tercer té una cornisa mensulada i una balustrada coronada amb unes semiarcades d'obra confluents i cobertes de ceràmica valenciana.
Pel que fa als interiors, cal parlar de la decoració pictòrica mural de tipus barroc. Acompanyant als sants principals (Pere, Antoni i Isidre) tenim un cicle iconogràfic conjunt format pels evangelistes, crist, l'esperit sant, Pere i àngels. La decoració interior consta de pilastres amb capitells corintis daurats que a la zona de l'altar es doblen en forma de sis columnes. El sostre està pintat amb un blau lapislàtzuli i estels daurats. L'accés a l'església, que està situada en un turonet, es fa per un seguit de nou esglaons que comencen amb dues parts de roda de molí. Un cop travessat el cementiri trobem la porta i l'estructura de fusta de triple entrada, sobre la qual, i sostentat per un arc carpanell rebaixat, hi ha el cor dels peus de la nau. El presbiteri, elevat, és ple de falses arquitectures enguixades i entaulaments de colors blau, or i gris.
Prop de l'església, a més del petit cementiri, hi ha la casa rectoral i l'anomenada "casa de l'escolà".

## Història
El 1185 les primeres notícies vinculen Sant Pere amb el monestir de Breda.
El 1830-40 es construeix l'església actual arran d'una epidèmia de Còlera.
Durant la Guerra Civil aquesta església no va patir desperfectes, només va servir de magatzem de combustible.
El 1948 la família Buscastell va apadrinar l'actual campana "Maria Pilar".